# St. Paulus (Colbitz)

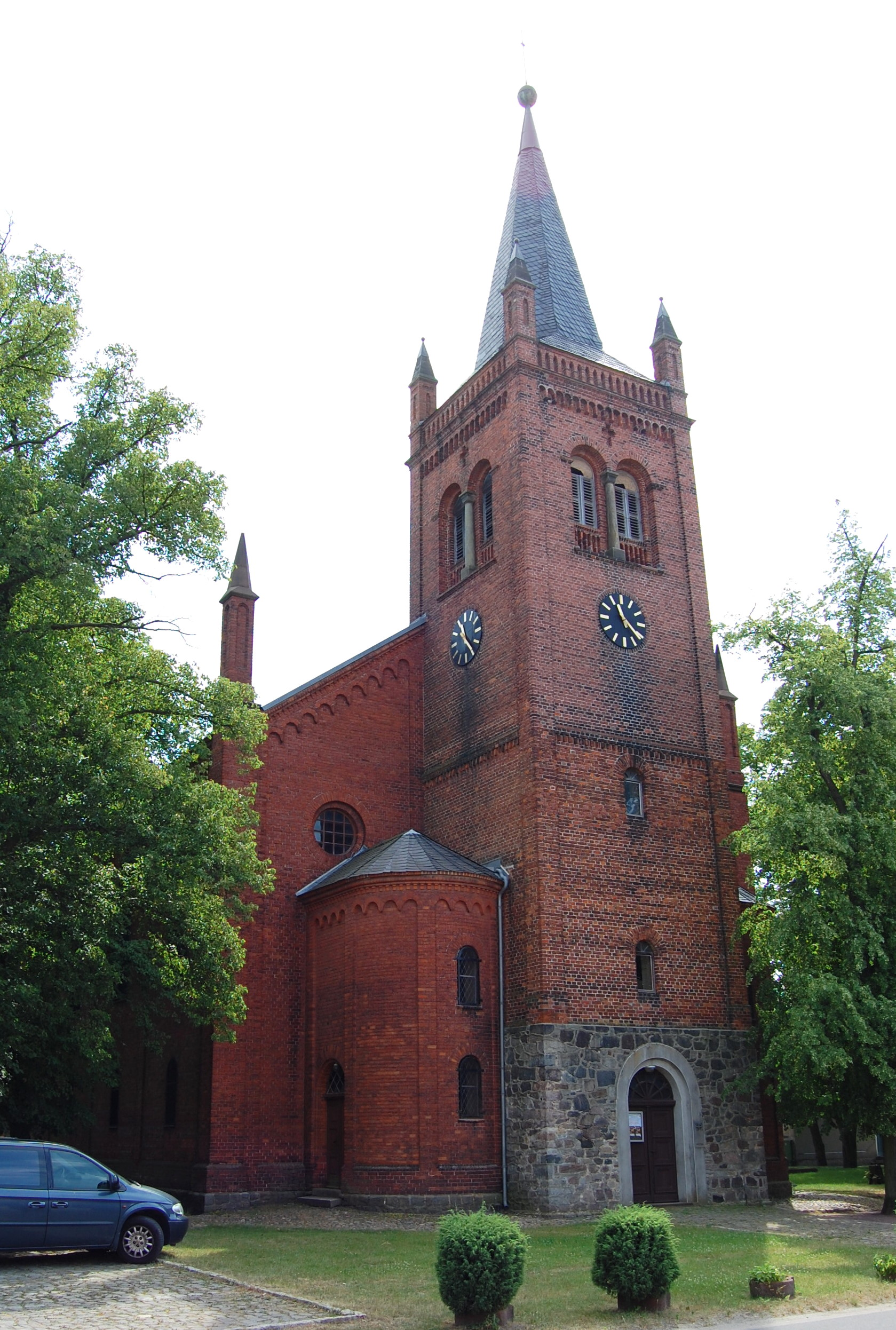
Sankt-Paulus-Kirche in Colbitz

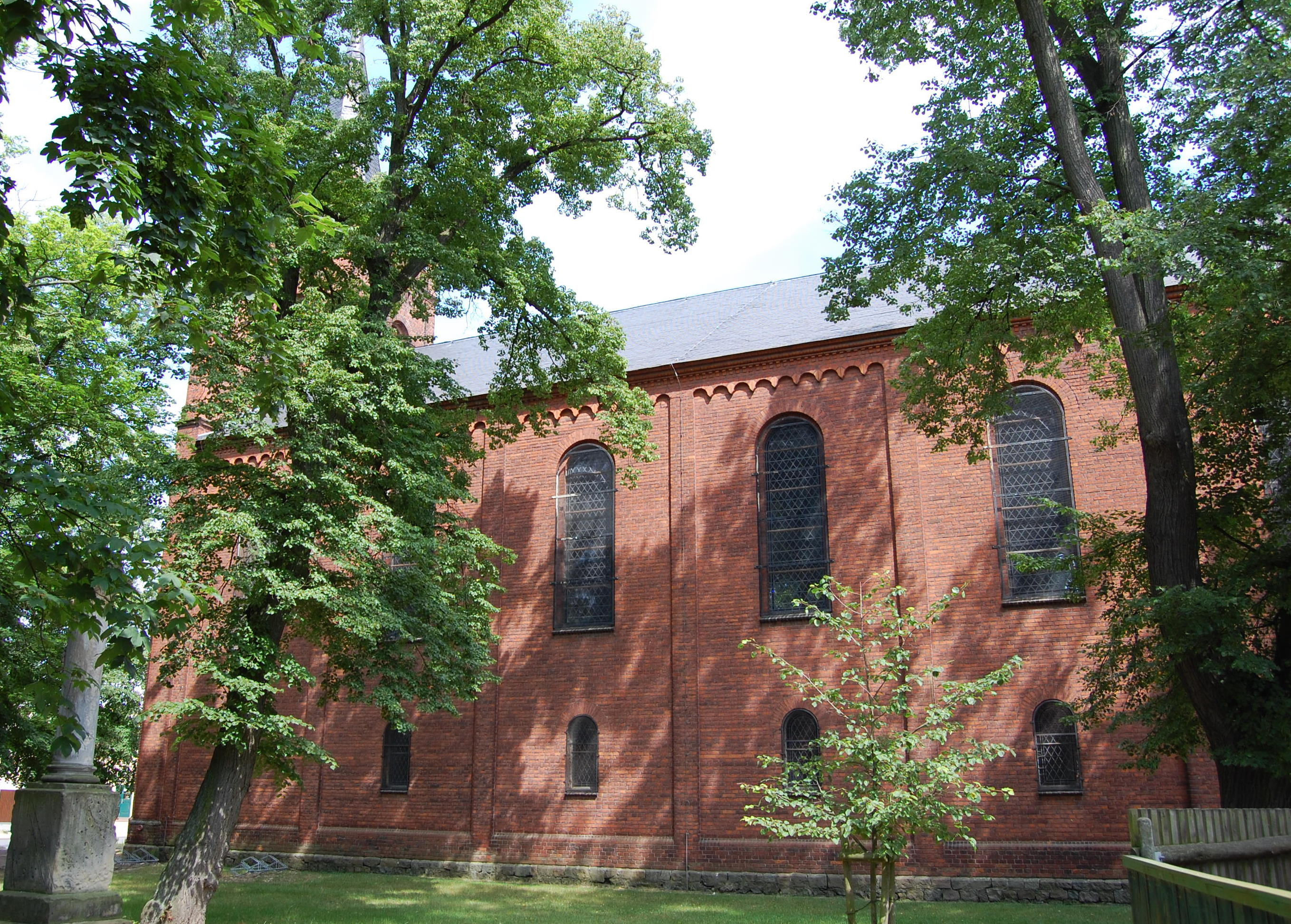
Kirchenschiff

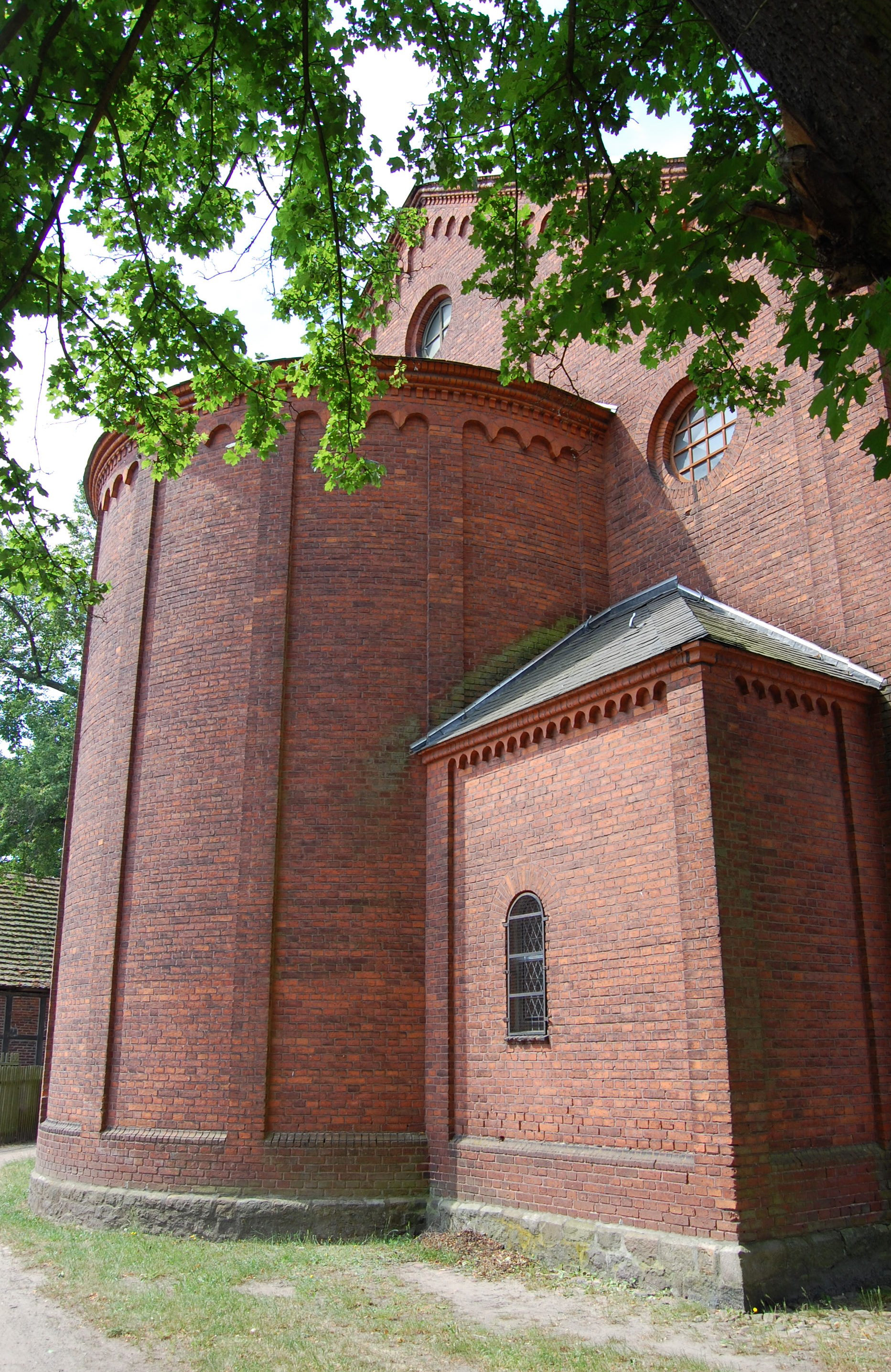
Apsis

Die Sankt-Paulus-Kirche ist die evangelische Kirche des Dorfes Colbitz in Sachsen-Anhalt.

## Architektur und Geschichte
Ein Vorgängerbau der heutigen Kirche gehörte zum erzbischöflichen Amt Wolmirstedt, das Kirchenpatronat lag beim Jungfrauenkloster Wolmirstedt. Die Lindhorster Kirche gehörte als Filialkirche zu Colbitz. Der genaue Zeitpunkt der Einführung der Reformation ist unbekannt. Erster evangelischer Pfarrer war jedoch der 1604 verstorbene Abraham Tiegel. 1618 wurde ein neuer Altar eingeweiht, der zwar noch nach dem Dreißigjährigen Krieg vorhanden war, dessen Verbleib jedoch unbekannt ist. Eine vollständige Beschreibung des Altars ist jedoch überliefert. Der deutlich kleinere Vorgängerbau war vermutlich durch Brände mehrfach beschädigt.
Das heutige Kirchengebäude entstand in den Jahren 1869/70 an der Stelle eines aus der Zeit des Barock stammenden Vorgängerbaus. Der Entwurf war bereits 1861 von Friedrich August Stüler erstellt worden. Die Bauausführung oblag dem Colbitzer Baumeister und Ziegeleibesitzer Jakob Bierstedt.
Es entstand eine dreischiffige aus Backstein errichtete Emporenhalle. Die Gestaltung der aus Backstein errichteten Kirche bedient sich einem italianisierenden Rundbogenstil. An der Ostseite befindet sich eine halbrunde und fensterlose Apsis. Westlich des Schiffs entstand auf quadratischem Grundriss der Kirchturm. Sowohl am Turm als auch an den Giebeln des Schiffs sind an den Ecken kleine Fialtürmchen angefügt. Im Untergeschoss des Turms befindet sich ein aus Feldsteinen errichtetes Mauerwerk, welches möglicherweise auf den Vorgängerbau zurückgeht.
Das Kircheninnere stellt sich als lichte Emporenhalle dar. Die das Schiff überspannende Balkendecke ruht auf Rundbögen, die ihrerseits auf hölzernen gotisierenden Bündelpfeilern ruhen. An Nord-, Süd- und Westseite befindet sich eine Empore, die, wie auch die Kanzel, aus der Bauzeit der Kirche stammt. Späteren Entstehungsdatums dürfte die Ausmalung der Apsis sein. Die dort aufgebrachte romanisierenden Arkaden sind vermutlich um 1900 entstanden. Der Altarraum ist mit ägyptischer Malerei verziert. Die Entwürfe hierzu könnten eventuell vom Ägyptologen Karl Richard Lepsius, einem Freund Stülers, stammen. Im südöstlichen Bereich ist die Taufkapelle untergebracht. Dort befindet sich eine aus der zweiten Hälfte des 19. Jahrhunderts stammende, aus Eisenguss gefertigte, neogotische Taufe. Die kelchförmige Taufe ist in natursteinfarben bemalt. Auch der Orgelprospekt ist neogotisch und stammt aus der Zeit um 1860. Die Orgel selbst ist jedoch älteren Datums und dürfte aus der Mitte des 18. Jahrhunderts stammen. Unklar ist, ob die Orgel zum Vorgängerbau gehörte oder andernorts erworben wurde. Im Ersten Weltkrieg wurden diverse aus Zinn gefertigte Pfeifen eingeschmolzen. Später kam es nach einem Blitzschlag zu einem Brand. Durch das Löschwasser erlitt die Orgel weitere Schäden. Letztlich waren nur noch acht von ursprünglich 15 Registern spielbar. 1994 erfolgten, mit finanzieller Unterstützung der Brauerei Colbitz, größere Reparaturen an der Orgel.
Bemerkenswert ist ein mit Brustbild und Inschriftentuch versehener Kindergrabstein von 1687. Auch Kruzifix und Messingleuchter waren bereits im Vorgängerbau in Benutzung und gehen auf das 17. Jahrhundert zurück.
Heute befinden sich in der Kirche nur zwei Stahlglocken jüngeren Datums. Die große wurde 1922, die kleine 1964 gegossen. Beide Glocken dienten jeweils als Ersatz für Bronzeglocken, die während des Ersten bzw. Zweiten Weltkrieges zu Rüstungszwecken eingezogen und eingeschmolzen wurden. Die kleine, im Zweiten Weltkrieg eingeschmolzene Glocke soll im 18. Jahrhundert aus an der wüsten Dorfstelle Listen aufgefundenem Material entstanden sein. Darüber hinaus soll ihr viel Silber zugesetzt worden sein.